# Beckingham (Lincolnshire)
Beckingham – wieś w Anglii, w hrabstwie Lincolnshire, w dystrykcie North Kesteven. Leży 22 km na południowy zachód od Lincoln i 178 km na północ od Londynu.